# Новокатеринівка (Курманський район)
Новокатери́нівка (крим. Novokaterınivka, до 1948 року — населений пункт радгоспу Більшовик, раніше — Менджабі, крим. Mencabi) — село Курманського району Автономної Республіки Крим.

## Населення
Згідно з переписом УРСР 1989 року чисельність наявного населення села становила 333 особи, з яких 162 чоловіки та 171 жінка.
За переписом населення України 2001 року в селі мешкала 351 особа.

### Мова
Розподіл населення за рідною мовою за даними перепису 2001 року:
| Мова              | Відсоток |
| ----------------- | -------- |
| кримськотатарська | 42,00 %  |
| російська         | 41,71 %  |
| українська        | 14,00 %  |
| білоруська        | 0,57 %   |
| молдовська        | 0,29 %   |
| інші              | 1,43 %   |